# Nederlandsch Panopticum

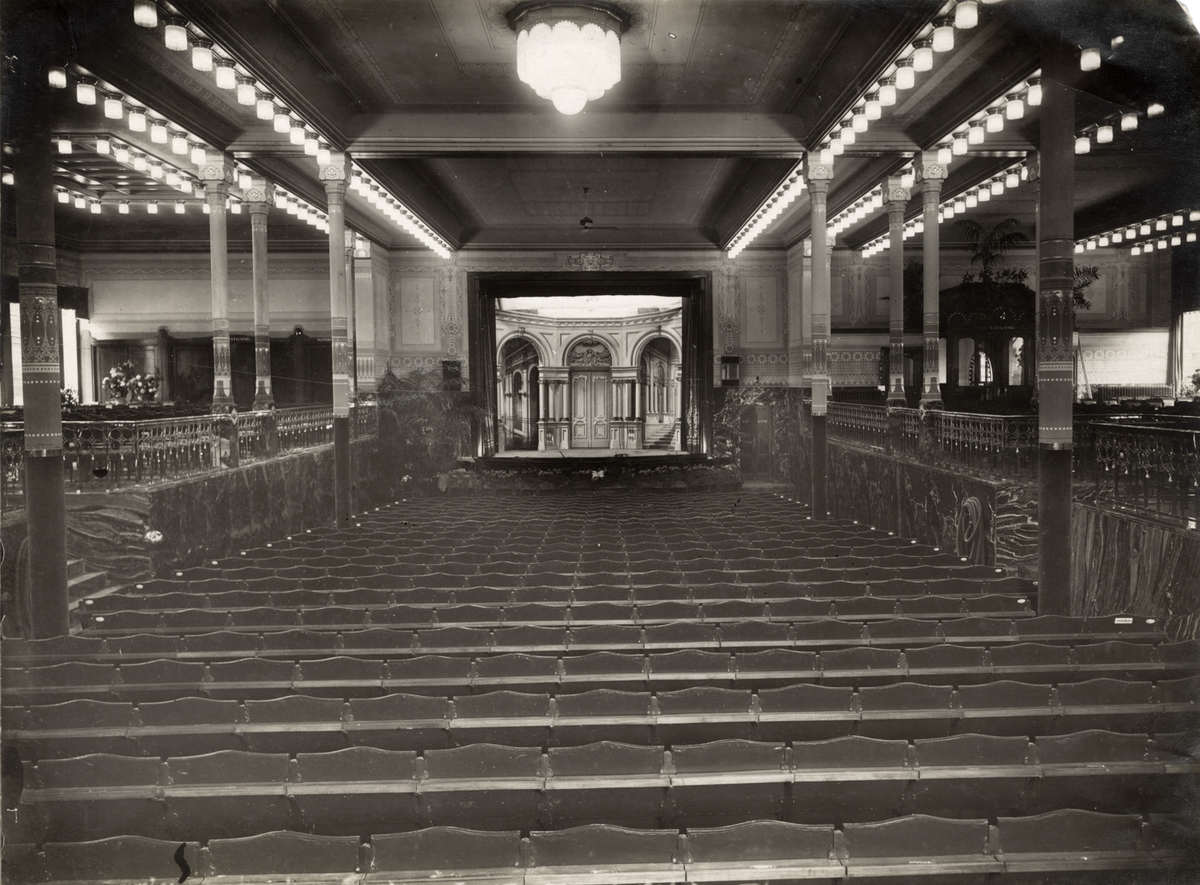
Grote zaal met zijbalkons van het Centraal Theater in 1918

Het Nederlandsch Panopticum was een wassenbeeldenmuseum aan de Amstelstraat 14 - 18 in Amsterdam.
Het museum opende voor het eerst zijn deuren op 17 juli 1882 en was al snel zeer succesvol, in de eerste drie maanden kwamen honderdduizend bezoekers. Het bevond zich in de zalen boven het pas verbouwde en uiterst luxueuze café-restaurant Roetemeijer. De permanente tentoonstelling van wassen beelden volgde het voorbeeld van het museum van madame Tussaud in Londen, met de opstelling van zeer levensecht uitgevoerde belangrijke personen en met de uitbeelding van historische en exotische gebeurtenissen. Bij de opening waren onder andere de koninklijke familie te zien, een paar generaals, buitenlandse staatslieden, de Duitse keizer, twee pausen, maar ook Roodkapje, en een visserswoning van Marken, met daarin een grootvader en diens kleinzoon. Een bouwen en inrichten van een panopticum vergde een enorme investering, daarom waren er in Europa maar weinig wassenbeeldenmusea. Hun succes hangt nauw samen met de successen van het panorama, het diorama en het cyclorama, de andere fameuze innovaties die de negentiende-eeuwers met virtual reality lieten kennismaken.
Onder andere door de opkomst van de cinema liep het bezoek aan het wassenbeeldenmuseum rond 1900 terug, in 1915 werd een faillissement door tussenkomst van de buurman, de Amsterdamsche Bank, voorkomen, waarna het museum in afgeslankte vorm nog enkele jaren bleef bestaan. Een deel van de ruimte werd ingericht voor toneel, het Centraal Theater. In 1919 viel het doek definitief voor het Panopticum en werd de inboedel geveild; het Centraal Theater bleef gehuisvest in het gebouw tot 1960. Het gebouw werd in 1965 gesloopt om plaats te maken voor de uitbreiding van het kantoor van de AMRO Bank.

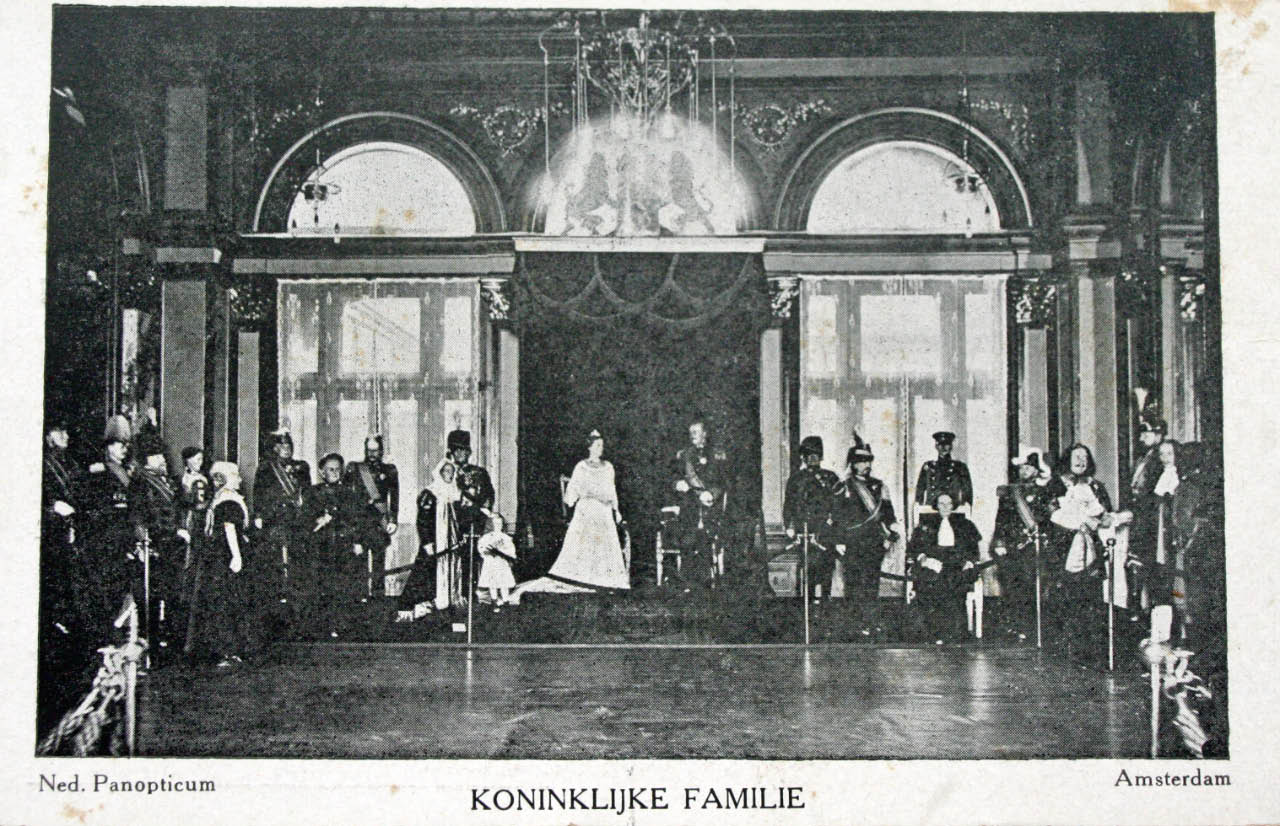
'Koninklijke familie' (circa 1915)
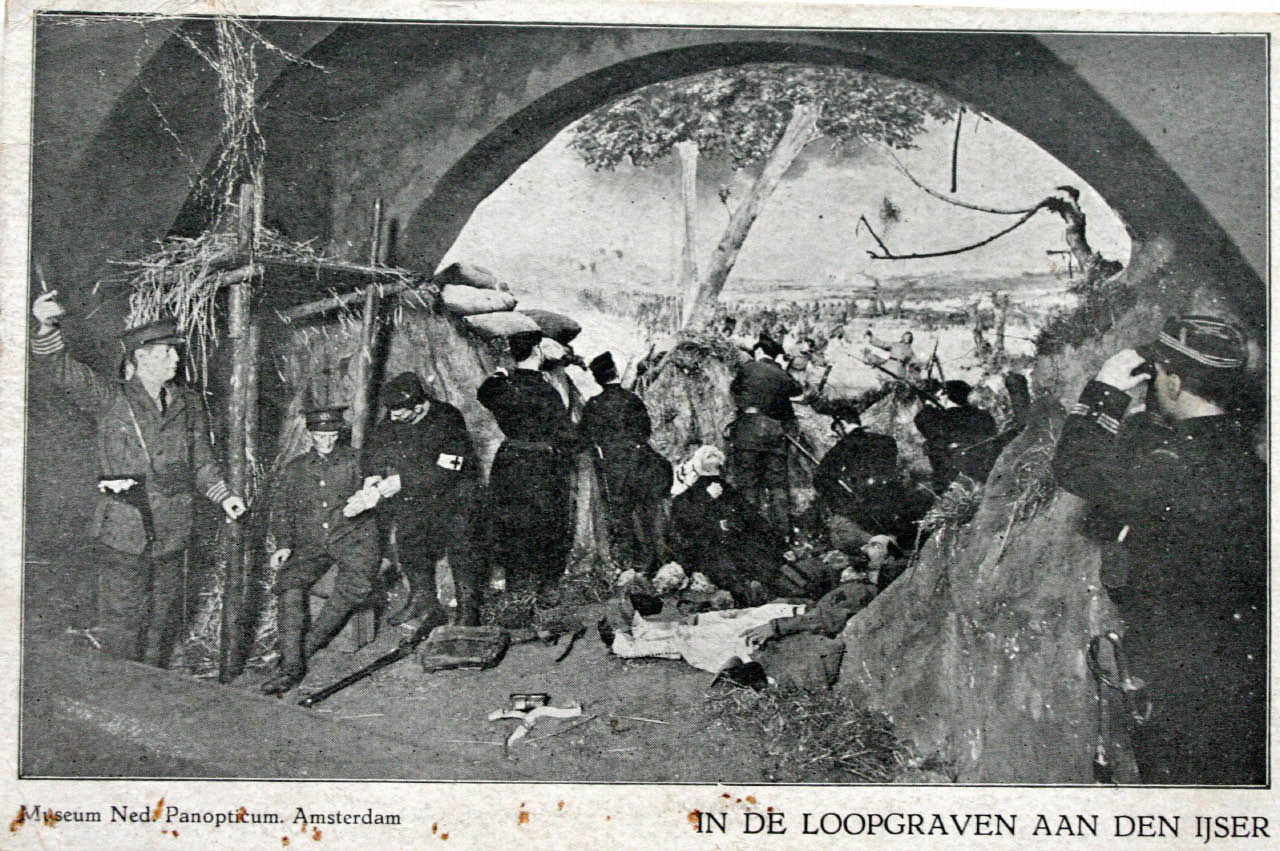
'Loopgraven aan den IJser' (circa 1915)
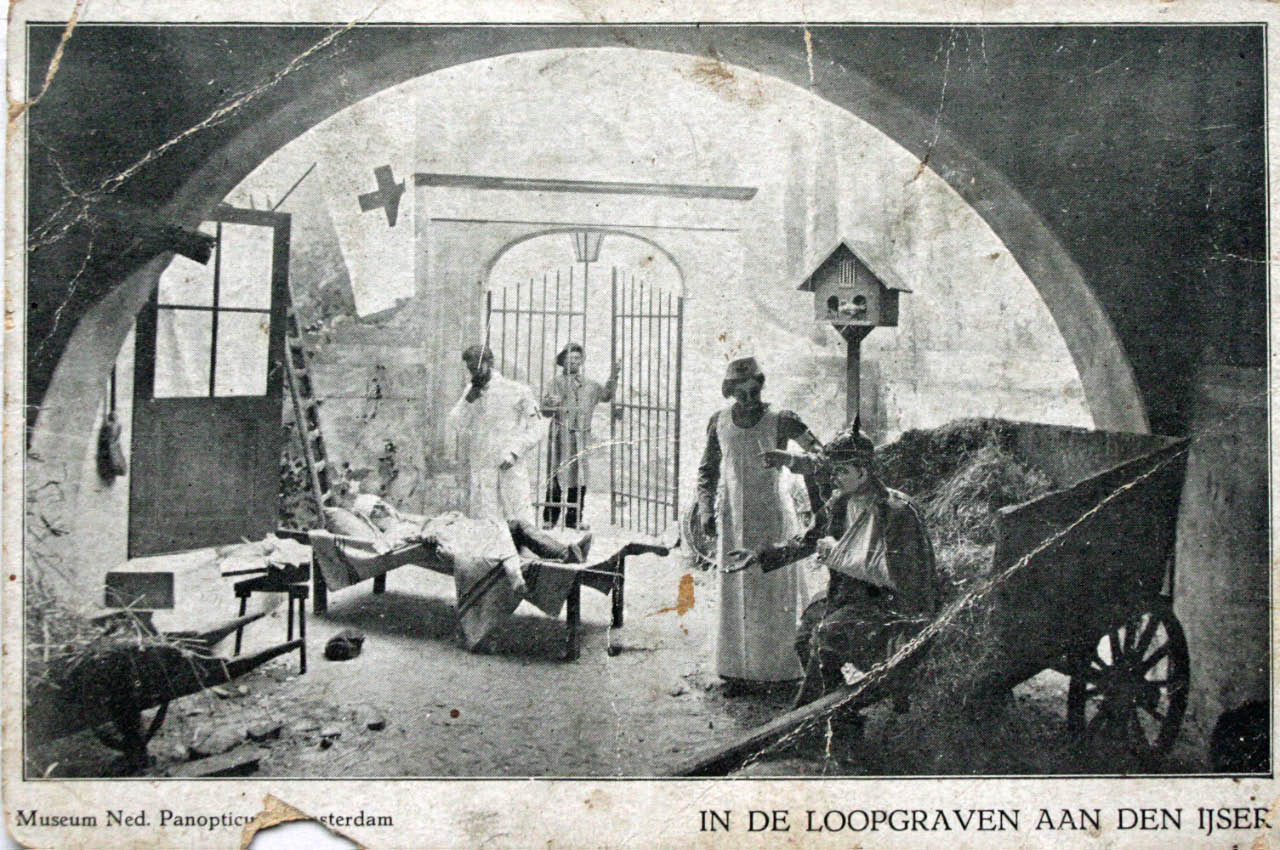
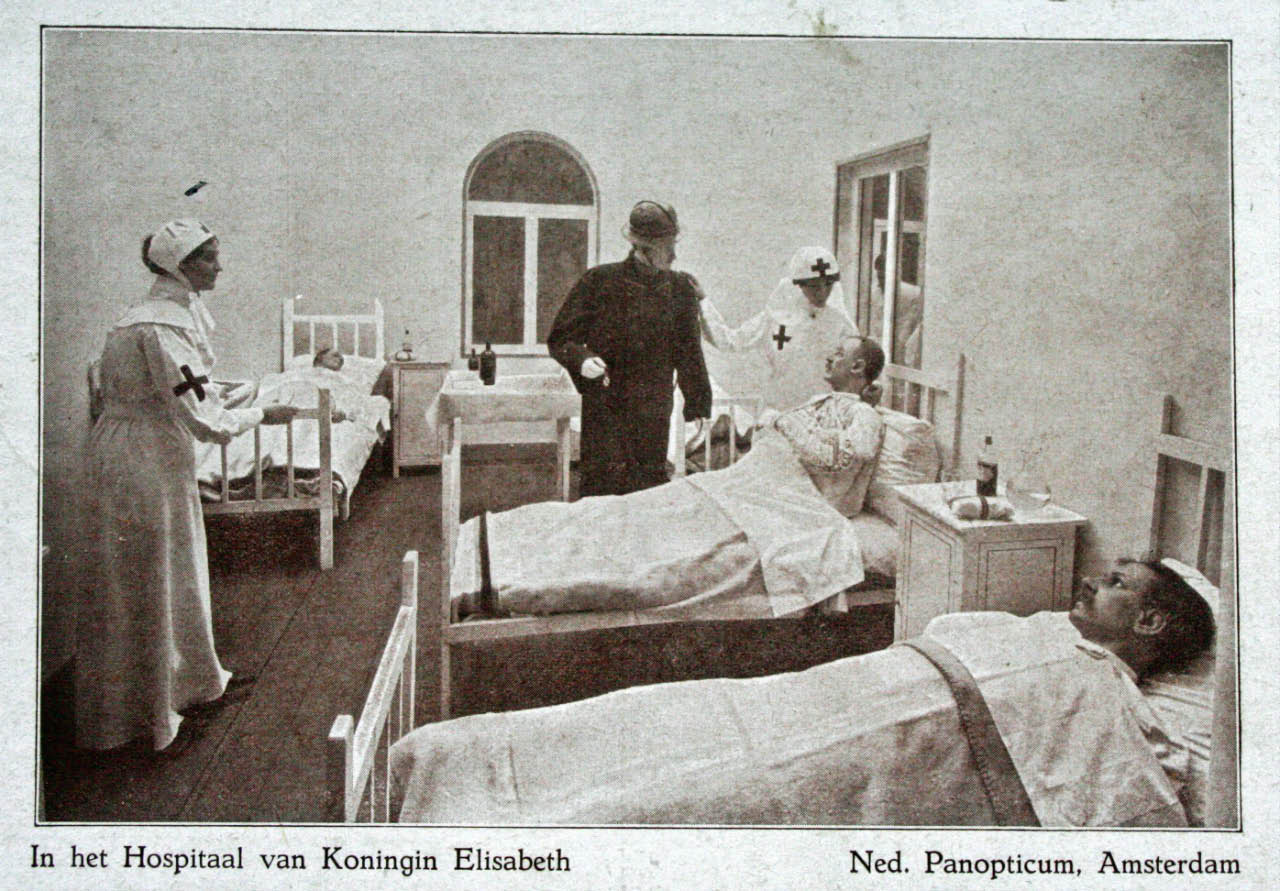
'In het hospitaal van Koningin Elisabeth'
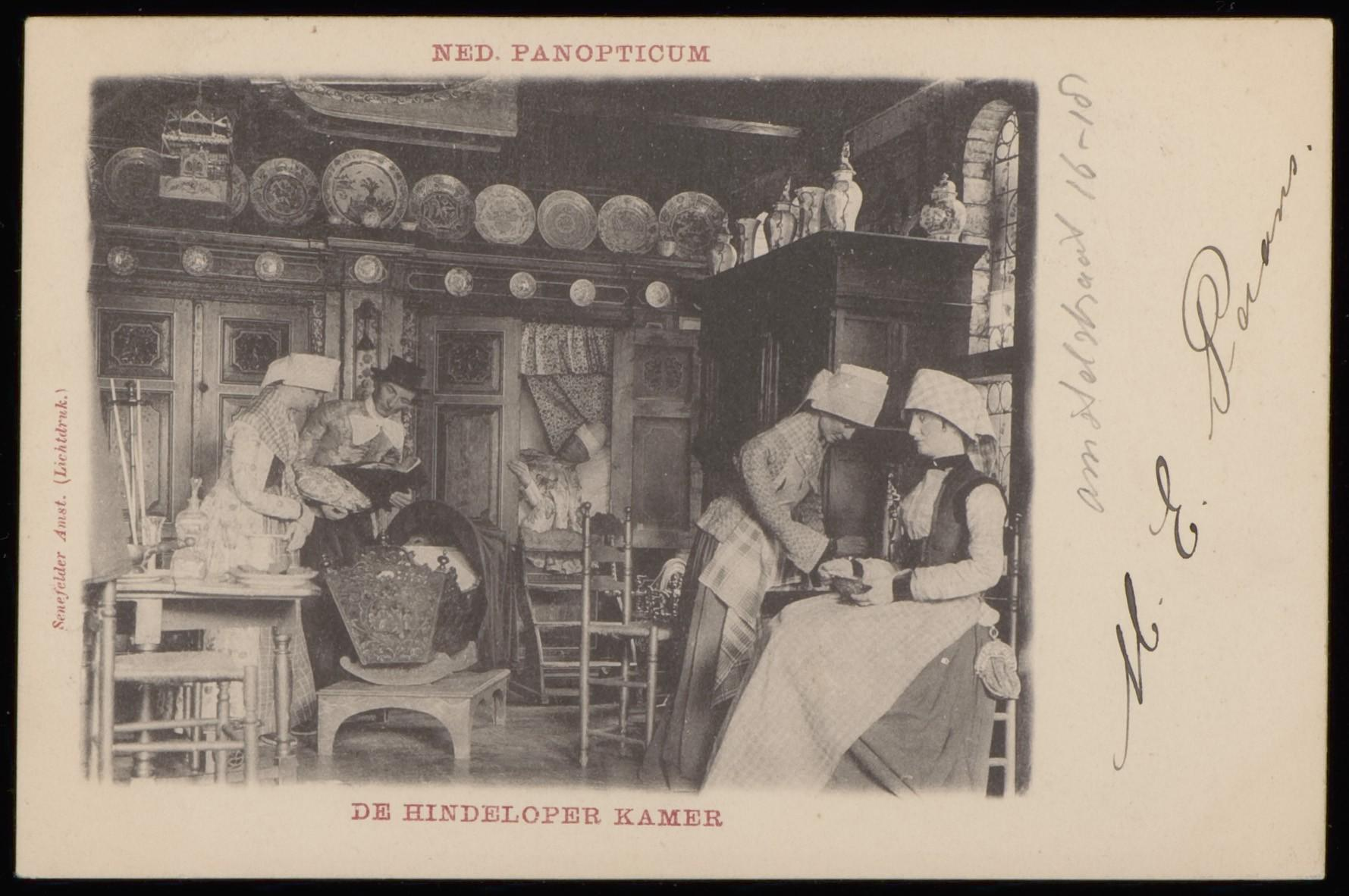
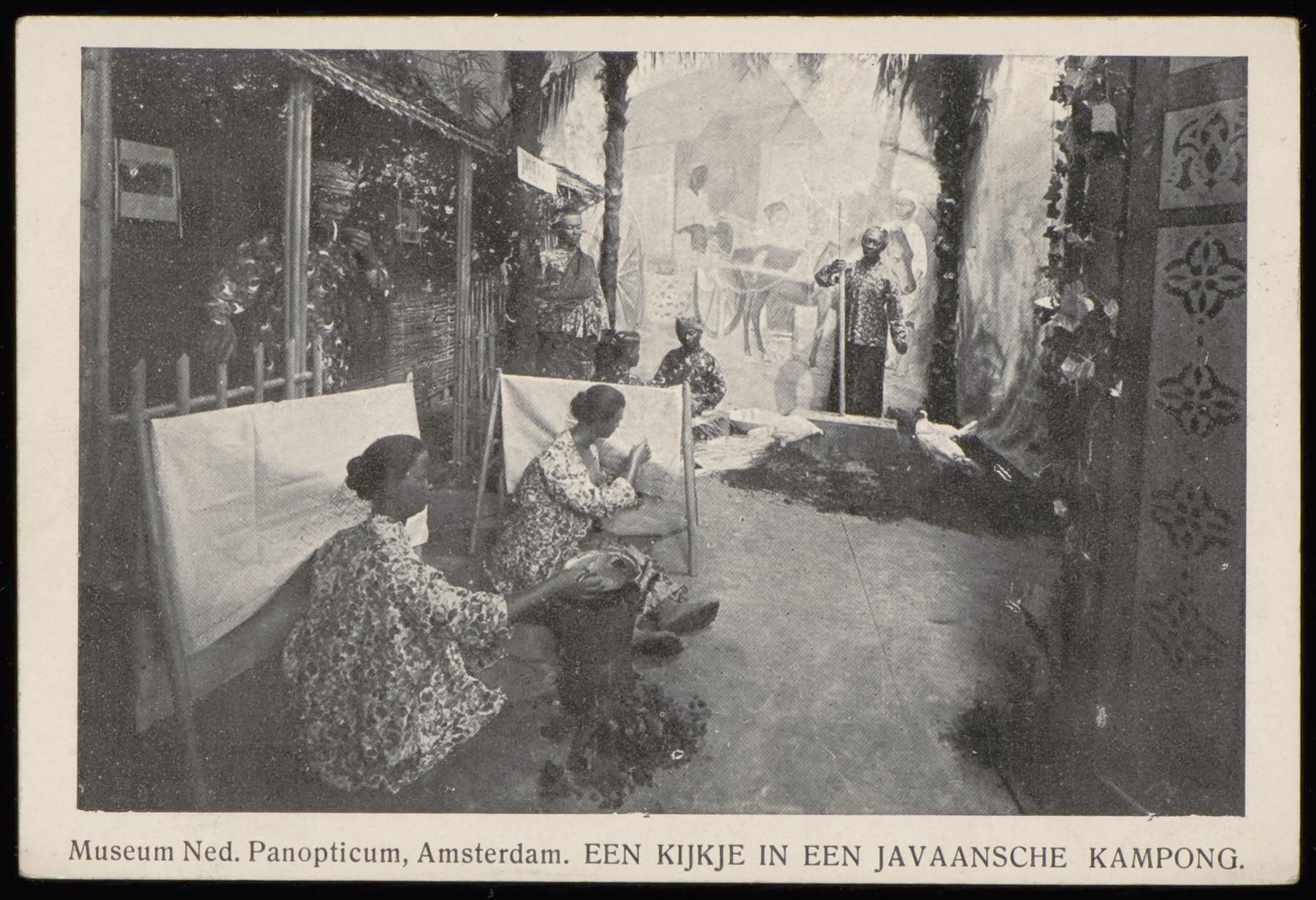
'Javaansche kampong'